# Félicie Dubois
Pour les articles homonymes, voir Dubois.
Félicie Dubois, née le 26 avril 1966 à Paris, est une écrivaine française. Elle est la benjamine de la rentrée littéraire de 1989 où son premier roman Maria Morena, publié à l'âge de 23 ans, est remarqué par la critique. Née sous X, elle traite souvent dans ses textes de la question de l'identité. Elle est également l'auteure de deux biographies : Tennessee Williams, l'oiseau sans pattes (Balland, 1992) et Une histoire de Jane Bowles (Seuil, 2015).

## Biographie
Après avoir travaillé successivement à Europe 1, RTL, France Inter et Europe 2, Félicie Dubois a animé une émission sur Couleur 3 à la Radio suisse romande (Les dégradés, en direct de 1h à 5h du matin, quotidienne, 1994)
Elle a cofondé le collectif de création vidéo La Ultima Copita (L.U.C.) dont l'un des films, Traversées 11#, a été sélectionné au Festival Côté Court (Pantin), section « expérimental-essai-art vidéo » (2004).
Un documentaire intitulé Des mots d'origine lui a été consacré en 2004.
Elle a participé activement au rayonnement de la francophonie, notamment dans le cadre du festival Francofffonies (2006) organisé par l’AFAA (Association française d’action artistique) et l’OIF (Organisation internationale de la francophonie).
Depuis 2008, Félicie Dubois est également éditrice. D'abord responsable de la collection « L'Esprit de l'Escalier » (aux éditions Jean Paul Bayol), elle devient en 2011 directrice littéraire des éditions Émoticourt, une maison d'édition numérique dédiée aux textes courts.
En 2013, France Culture lui a commandé une série pour l'émission À voix nue à l'occasion des 50 ans de la Maison de Radio-France, émissions diffusées les 16/18/19/20 décembre 2013 et disponibles en Podcast.

## Œuvres

### Romans
- Maria Morena, Lieu Commun, 1989 ; Presses Pocket, 1990
- Le livre de Boz, Balland, 1990 ; Presses Pocket, 1991 ; Marsilio Editori, 1992
- Le Blanc d’Espagne, Balland, 1991
- L’Hypothèse de l’Argile, Flammarion, 1997
- De l’ange à l’huître, Jean-Paul Bayol, 2009
- Punto final, Jean Paul Bayol, 2010
- Les Joies simples, François Bourin, 2018

### Biographies
- Tennessee Williams, l’oiseau sans pattes, Balland, 1992
- Une histoire de Jane Bowles, Seuil, 2015

### Document
- La Cathédrale des Ondes, 116 avenue du Président Kennedy, Plume, 1993

### Théâtre
- Comme un nénuphar sur un bayou de Louisiane, lecture au TBB en octobre 1995 (avec Bernard Fresson dans le rôle de Tennessee Williams et Monique Mélinand dans celui de sa sœur Rose)

## Référence
1. ↑  Des mots d’origine, film de Frédérique Liebaut (Néri Productions et TV 10 Angers, 52 minutes)